# Мария Каролина Австрийская (1825—1915)
Мария Каролина Кристина Луиза Габсбург-Лотарингская (нем. Maria Carolina Christina Louise Habsburg-Lothringen; 10 сентября 1825, Вена — 17 июля 1915, Баден, Австро-Венгрия) — австрийская эрцгерцогиня из династии Габсбург-Лотарингских, дочь герцога Тешенского Карла и супруга эрцгерцога Райнера Фердинанда Австрийского.

## Биография
Родилась 10 сентября 1825 года в Вене. Родителями новорожденной были Карл, эрцгерцог Австрийский и герцог Тешенский и его супруга принцесса Генриетта Александрина Нассау-Вейльбургская. Стала второй дочерью и шестым ребёнком в семье. При рождении ей было дано имя Мария Каролина Луиза Кристина Габсбург-Лотарингская с титулом «Её Императорское и Королевское Высочество эрцгерцогиня Австрийская, принцесса Венгрии и Богемии». Приходилась внучкой по отцу императору Леопольду II и Марии Луизе Испанской, по матери — Фридриху Вильгельму Нассау-Вейльбургскому и Луизе Сайн-Гахенбургской. Мария Каролина приходилась сестрой следующему герцогу Тешенскому Альбрехту и королеве Обеих Сицилий Марии Терезе.
21 февраля 1852 года она вышла замуж за австрийского эрцгерцога Райнера Фердинанда, сына вице-короля Ломбардо-Венецианского королевства эрцгерцога Райнера Иосифа и принцессы Елизаветы Савойской. Супруги считались одной из самых популярных пар среди Габсбургов, счастливый брак остался бездетным. Мария Каролина много занималась благотворительностью. Под её покровительством находилось большое количество больниц, детских домов и школ, основала много благотворительных учреждений для детей. Проживали супруги в Вене, где в 1854 году купили большой дворец.
Умерла 17 июля 1915 года и похоронена рядом с мужем в Императорской усыпальнице.